# Uncore
uncore一詞，是英特爾用來描述CPU中，功能上為非處理器核心（Core）所負擔，但是對處理器效能的發揮和維持有必不可少的作用的組成部分。處理器核心包含的處理器組件都涉及處理器指令的執行，包括算術邏輯單元（ALU）、浮點運算單元（FPU）、一級快取（L1 Cache）、二級快取（L2 Cache）。Uncore的功能包括QPI控制器、三級快取（L3 Cache）、高速PCI Express控制器、DMI控制器、記憶體控制器，以及QPI控制器。至於其餘的I/O匯流排控制器，像是USB、LPC等，則屬於PCH晶片組。

## 外部連結
- Intel Software Developer's Manual. Vol. 3A & 3B （页面存档备份，存于）（英文）